# エーリヒ2世 (ザクセン＝ラウエンブルク公)
エーリヒ2世（Erich II., 1318/20年 - 1368年）は、ザクセン＝ラウエンブルク公（在位：1338年 - 1368年）。

## 生涯
エーリヒ2世は、ザクセン＝ラウエンブルク公エーリヒ1世（1361年没）とエリーザベト・フォン・ポンメルン（1349年没）の息子である。
1338年の父の退位後、エーリヒ2世はラウエンブルクとラッツェブルクの領土の統治を引き継いだ。従兄弟で同じくザクセン公のアルブレヒト4世は、領内の治安を守るため1343年から1344年の冬にかけてエーリヒ2世の領土に侵入した。エーリヒ2世は強盗を逃がしたり、領内の商船の襲撃を奨励していると言われていたためである。しかし、財政的に苦境に立たされたアルブレヒトも同様であったため、単に襲撃が成功した勝利者側の記録であるとも考えられる。
アルブレヒト4世の死から3年後の1360年、その息子のアルブレヒト5世は、すでにメルンの町と代官領をリューベックの人々に約束していたが、エーリヒに町とベルゲドルフ城を融資の担保として提供した。エーリヒは領地を拡大する機会を利用し融資を行った。資金を確保するため、エーリヒ2世はベルゲドルフ城に管理者を任命した。
1362年、エルベ川の通行権と関税をめぐって、ブラウンシュヴァイク＝リューネブルク公ヴィルヘルム2世がリーペンブルク城と当時そこに居を構えていたエーリヒを攻撃した。エーリヒはその攻撃から逃れることができたが、リーペンブルク城は破壊され、フィーアランデは壊滅状態となった。リーペンブルク城が守っていたアイスリンゲン・フェリーと関連する関税施設もヴィルヘルムの手に渡った。この占領を確実なものとするために、ヴィルヘルムはガンメロールトの少し上流に新しい城を建てさせたが、エーリヒの即座の反撃に耐えることができず、取り壊された。リーペンブルク城は再建され、ヴィルヘルムの占領した場所はエーリヒに戻された。
長期的には、この攻撃はフィーアランデのエルベ川の3つの支流の最南端を領地と教区の境界につなげることにつながった。1438年までに、エルベ川の2つの北側の支流は堤防が築かれ、エルベ川の最南側の支流、今日のシュトロメルベはハンブルクとゲーストハッハトを結ぶ唯一の航路となった。
1368年にエーリヒ2世が死去すると、息子エーリヒ4世が公位を継承した。

## 結婚と子女
1342/9年にエーリヒ2世はホルシュタイン＝キール伯ヨハン3世の娘アグネス・フォン・ホルシュタインと結婚した。この結婚で以下の子女が生まれた。
- アグネス（1353年 - 1387年） - ブラウンシュヴァイク＝リューネブルク公ヴィルヘルム2世と結婚
- エーリヒ4世（1354年 - 1411年） - ザクセン＝ラウエンブルク公
- ユッタ（1360年 - 1388年） - ポメラニア公ボギスラフ6世と結婚
- メヒティルト（1405年以降没） - ヴィーンハウゼン女子修道院長